# Can Barretó Nou
Can Barretó Nou és una masia de Riudarenes (Selva) inclosa a l'Inventari del Patrimoni Arquitectònic de Catalunya.

## Descripció
Edifici d'estructura basilical de dues plantes i golfes amb coberta de dues vessants i cornisa catalana. Al costat dret s'ha allargat amb un cos afegit posteriorment. El portal és rectangular amb llinda monolítica amb la inscripció “Joan Caballe 1856” i brancals de pedra. La finestra central també és de pedra amb ampit motllurat. L'obertura de les golfes és d'arc de mig punt i la resta d'obertures són rectangulars. Tota la construcció és de maçoneria arrebossada i pintada excepte la part baixa que té un fris de pedra. Les golfes conserven les bigues i cairats de fusta però la resta de forjats són nous.

## Història
La casa la construí l'avi de l'actual propietari, Joan Caballé, l'any 1856. A la dècada dels vuitanta es va fer una reforma que respecta l'estructura original.